# 弗吉尼亚州众议院
弗吉尼亚众议院（英語：Virginia House of Delegates）是美国弗吉尼亚总议会的下議院，由100席議員組成，任期两年；會議由眾議院議長主持，議長則由全體眾議員互相選舉產生。除议长外，还有多数党领袖，多数党党鞭，多数党团主席，少数党领袖，少数党党鞭，少数党团主席和众议院几个委员会的主席。与大多数美国州份不同，弗吉尼亚州众议院选举是在奇数年进行的。
此外，維吉尼亞州眾議院的英語不是而是，全美僅有三个州（維吉尼亞、馬里蘭和西維吉尼亞）是這樣。

## 历史和位置
其前身市民院是新世界的第一个民选的立法机构。 市民院最初只有22名成员，于1619年至1632年在詹姆斯敦的教堂合唱团召开会议。从1632年到1699年，议会在詹姆斯敦的四个不同地点开会。 1632年至1656年，第一座州议会大厦在弗吉尼亚殖民地总督约翰·哈维爵士的家中召集会议。自1656年起，议会在第二个州议会大厦举行会议，直到1660年被摧毁。历史学家尚未精确地确定其位置。
市民院于1776年5月举行了最后一次会议，而众议院于当年10月举行了会议。
自1788年以来，众议院就在首府里士满托马斯·杰斐逊设计的弗吉尼亚州议会大厦开会。众议院于1788年至1904年在今天的众议院旧大厅或通常称为旧议会会议厅举行会议。旧会议厅是原始议会大厦结构的一部分。它的宽度为76英尺。旧会议厅内陈列着许多历史悠久的弗吉尼亚人的青铜和大理石半身像，包括：乔治·梅森、乔治·怀斯、帕特里克·亨利、理查德·亨利·李和梅里韦瑟·刘易斯。从1904年到1906年，弗吉尼亚大学的毕业生和建筑师John K. Peeples在州议会大厦的西侧和东侧设计并建造了古典翼楼。新的翼楼被添加以提供更多的空间并用作弗吉尼亚州议会议厅，弗吉尼亚州参议院位于西厅，而众议院则位于东厅。议会议员和工作人员在位于议会大厦的办公室办公。在1788年之前，众议院在弗吉尼亚殖民地的首府威廉斯堡举行会议。
1999年，共和党人自美国重建以来首次控制了众议院。此後共和党一直占多数，直到2019年，民主党赢得多数席位，从而重新获得众议院的控制权。2020年1月8日，艾琳·菲勒·康（民主党-费尔法克斯）当选为弗吉尼亚州众议院第一位女性和犹太人众议长。 

## 薪资及资历
众议员的年薪为每年17,640美元。 每位议员代表约84,702人。 竞选公职的候选人在选举时必须年满21岁，必须是他们所代表地区的居民，并有资格投票选举议员。  议会开会时间通常在偶数年份为60天，在奇数年份为30天，除非经两院三分之二的投票通过可以延期。  

## 组成
弗吉尼亚州宪法第四条第三节规定，众议院应由90至100名成员组成。現今100个选区各选举一名議員。

### 目前的政黨席位
|        |        |   |
| 51     | 49     | 0 |
| 民主黨 | 共和党 |   |

| 联系              | 政黨（彩色表示多数党） | 政黨（彩色表示多数党） | 人数 |      |
| 联系              | 共和党議員             | 民主黨議員             | 人数 | 空缺 |
| ----------------- | ---------------------- | ---------------------- | ---- | ---- |
| 上届（2016–2018） | 66                     | 34                     | 100  | 0    |
| 上届（2018-2020） | 51                     | 49                     | 100  | 0    |
| 2020年开始        | 45                     | 55                     | 100  | 0    |
| 2020年6月28日     | 44                     | 55                     | 99   | 1    |
| 2020年11月15日    | 44                     | 54                     | 98   | 2    |
| 2020年11月19日    | 45                     | 54                     | 99   | 1    |
| 2020年12月12日    | 45                     | 53                     | 98   | 2    |
| 2021年1月11日     | 45                     | 55                     | 100  | 0    |
| 2022年1月12日     | 52                     | 48                     | 100  | 0    |
| 2023年1月14日     | 49                     | 46                     | 95   | 5    |
| 2024年1月10日     | 49                     | 51                     | 100  | 0    |